# Fotografiska
Fotografiska è un centro privato per la fotografia contemporanea nel distretto Södermalm di Stoccolma, fondato dai fratelli Jan e Per Broman con alle spalle una serie di investitori. Aperto il 21 maggio 2010 con una mostra di Annie Leibovitz, nel 2019 è stata aperta una filiale nella città di Tallinn ed un'altra a New York. Nel maggio 2020 i fratelli Broman lasciarono ufficialmente Fotografiska.
Fotografiska è stata quindi acquisita dalla società CultureWorks ed i gestori, tra cui spicca Yoram Roth, intendono aprire nuove sedi a Berlino, Los Angeles, Miami e Stoccolma entro un breve periodo.
Fotografiska si trova sul molo di Stadsgården in una ex-dogana, in stile liberty del 1906 realizzato dall'architetto svedese Ferdinand Boberg, considerato edificio di interesse culturale. All'interno, oltre alle ampie sale espositive, si trova un bistrot, la caffetteria, un ristorante, un negozio e spazi per eventi. Nel 2020 lo spazio di Stoccolma ha attratto oltre 500 000 visitatori mentre, a causa del Covid, ha dovuto abbandonare l'ipotesi della nuova sede londinese.
Tra le mostre, vi si tengono quattro grandi esposizioni e 15-20 di minore importanza ogni anno, oltre a concerti, eventi, conferenze e corsi internazionali. Si possono citare dalla sua apertura le mostre di Annie Leibovitz, Robert Mapplethorpe, David LaChapelle, Irving Penn Nick Brandt e Anders Zorn.

## Controversie
Nell'agosto 2017, il British Journal of Photography mise in dubbio fino a che punto Fotografiska fosse un museo classico, dal momento che non possedeva una propria collezione, non producesse ricerche e sembrava solo orientata al profitto. Per Broman rispose: "Questa è l'idea imprenditoriale. È un business, Fotografiska non è un monumento per noi [...]. L'idea che sarebbe brutto mostrare immagini senza finanziamenti è piuttosto distorta. L'arte è essenzialmente commerciale".
Secondo quanto ha dichiarato nel 2020 ad Artnet il presidente ed azionista di maggioranza Yoram Roth, dopo la vendita del centro, "La fotografia si presta al modello di scopo di lucro perché aiuta a promuovere un'esperienza culturale". L'idea è quella che il suo manager sia un “imprenditore culturale” a livello globale che gestisce anche una società patrimoniale strategica con investimenti nell'ospitalità e nel settore immobiliare. Inoltre, la maggior parte delle sedi ove si trovano le gallerie viene sostenuta da investitori immobiliari "che capiscono che i musei portano le persone nei loro quartieri".